# Ibini Ukpabi
O Ibini Ukpabi (em ibibio:  Tambor do Deus Criador ou o Deus Aro) era um oráculo da Confederação Aro do que é hoje o sudeste da Nigéria. Era conhecido entre os britânicos como o 'Long Ju-ju'. Ibini Ukpabi foi usado para resolver os casos, particularmente os de assassinato, feitiçaria, envenenamento e disputas familiares. O oráculo foi fundamental em todo o Delta do Níger; a parte vencida de um caso era tradicionalmente destruída pelo oráculo, mas os sacerdotes de Ibini Ukpabi desenvolveram em seu lugar uma preferência em vender a parte vencida para a escravidão. Como o sistema continuou, foi alegado que os sacerdotes de Ibini Ukpabi falsificavam alguns dos veredictos do oráculo, a fim de adquirir as vítimas para serem vendidas como escravos. Centenas de pessoas visitaram Ibini Ukpabii e muitos não retornaram; suas comunidades geralmente acreditavam que o oráculo tinha devorado qualquer um que o visitou.
O professor Cyril Agodi Onwumechili em Igbo Enwe Eze:The Igbo Have No Kings escreve: "Os legados das várias culturas de um país tendem a permanecer arraigados à medida que são transmitidos de geração em geração. Apesar disso, governos coloniais e subsequentes implantaram estruturas governamentais uniformes nas diferentes comunidades étnicas da Nigéria. Isso ajudou a legitimar o reconhecimento de Ndu Eze, mesmo ao discutir Igbo Enwe Eze (Os ibos não têm reis). De fato, o ditado Igbo Enwe Eze é uma referência aos traços característicos do ibo, e não deve ser interpretado literalmente como uma negação total de que um rei jamais existiu em qualquer lugar do Ibolândia inteiro. A influência de um oráculo foi espalhada por seus agentes que viajaram amplamente. Este fator fez ibini ukpabi preeminente."